# أندريا جريل
أندريا جريل Andrea Grill (ولدت في 16 يناير 1975 في باد إيستشل) هي كاتبة نمساوية.

## حياتها
درست الأحياء والإيطالية والإسبانية وعلم اللغة في زالتسبورغ وتيسالونيكي وتيرانا. عاشت عدة سنوات في كالياري في جزر سردينيا, وحصلت على درجة الدكتوراه في عام 2003 من جامعة أمستردام عن دراسة حول فراشات سردينيا. وبجوار عملها العلمي فقد كتبت النصوص الأدبية وترجمت من اللغة الألبانية. أقامت لفترة في أمستردام ونويشاتل وبولندا, وهي تقيم حاليا في فيينا.

## من أعمالها
- العم الأصفر 2005